# 대구체육고등학교
대구체육고등학교(大邱體育高等學校)는 대한민국 대구광역시 북구 동호동에 위치한 공립 고등학교이다.

## 학교 연혁
- 1999년 5월 20일 : 학교 설립 인가
- 2003년 1월 15일 : 설치조례 교육감 공포
- 2003년 3월 1일 : 초대 김종로 교장 취임
- 2003년 3월 5일 : 2003학년도 제1회 입학식 (남 52명, 여 17명 총 69명, 2학급)
- 2006년 2월 10일 : 제1회 졸업식 (남 46명, 여 12명 총 58명)
- 2007년 12월 12일 : 계단식, 경사주로, 모래사장 훈련장 완공
- 2007년 12월 12일 : 학교도서관(頂上도서관) 개관
- 2008년 9월 9일 : 학교운동장 천연잔디 조성 및 테니스장 완공
- 2009년 12월 22일 : 근대5종 사격장 완공
- 2015년 2월 16일 : 전천후 훈련장 및 우레탄 체육시설 준공
- 2021년 1월 8일 : 제16회 졸업식(49명, 누계 892명)
- 2021년 3월 1일 : 대구체육중·고등학교 통합운영학교 지정
- 2021년 9월 1일 : 제9대 이상욱 교장 취임
- 2022년 1월 3일 : 제17회 졸업식(63명)
- 2022년 3월 2일 : 제20회 입학식(52명 2학급)

## 참고 자료
- 대구체육고등학교 - 한국교육학술정보원 학교알리미